# Pachypodistes
Pachypodistes is een geslacht van vlinders van de familie snuitmotten (Pyralidae), uit de onderfamilie Chrysauginae.

## Soorten
- P. annulata Hampson, 1916
- P. goeldii Hampson, 1905
- P. paralysisalis Dyar, 1914
- P. sthenistis Hampson, 1916